# المرأة (فلم 2017)
المرأة (بالإنجليزية: The Women)، هُو فيلم دراما وإثارة نيجيري صدر سنة 2017، وهُو من إخراج وإنتاج بليسينغ إيفيوم إيغيبي.

## وصلات خارجية
- مقالات تستعمل روابط فنية بلا صلة مع ويكي بيانات